# Журінов Мурат Журінович
Мурат Журінович Журінов (каз. Мұрат Жұрынұлы Жұрынов; нар. 7 грудня 1941, Арись, Південно-Казахстанська область) — казахський хімік, фахівець в галузі електрохімічної науки, доктор хімічних наук, професор, академік, президент Національної академії наук Республіки Казахстан.

## Життєпис
Народився в родині робітника. Після закінчення школи він вступив до Казахського хіміко-технологічного інституту, який закінчив за фахом «Технологія електрохімічних виробництв». У 1965-67 рр. працював викладачем цієї ж кафедри. У 1967 році вступив до аспірантури Московського хіміко-технологічного інституту ім. Д. І. Менделєєва. У 1970 році, захистивши дисертацію, отримав ступінь кандидатахімічних наук. У 1981 році в Москві захистив докторську дисертацію, отримав звання професора.
У 1989 році обраний до академії наук Казахсської РСР.
1982—1985 рр.. — проректор Карагандинського державного університету.
1985—1991 рр.. — директор Інституту оргсинтеза і вуглехімії АН КазССР.
1991—1995 рр.. — ректор Туркестанського державного університету ім. Ахмада аль-Ясаві.
1995—1997 рр.. — Міністр освіти Республіки Казахстан.
1997—2001 рр.. — президент Міжнародного Казахсько-Турецького університету ім. Ахмада аль-Ясаві.
2001—2007 р.р. — директор інституту палива, каталізу і електрохімії ім. Д. В. Сокольського.
З 2003 року по теперішній час — президент Національної академії наук Республіки Казахстан. Є також проректором з науки Казахстансько-Британського технічного університету, членом Національної ради Республіки Казахстан, Громадської палати при Мажилісі Парламенту Республіки Казахстан, колегії Міністерства освіти і науки Республіки Казахстан, радником Прем'єр-міністра Республіки Казахстан.

## Наукова і педагогічна діяльність
Мурат Журінов має понад 600 наукових праць, в тому числі 17 монографій, 120 авторських свідоцтв і патентів. Підготував 32 кандидати наук, 6 докторів наук.

## Громадська і політична діяльність
Обирався депутатом обласних масліхатів Карагандинської і Південно-Казахстанської областей. Член політради партії «Нур Отан» (з 2006).

## Нагороди і визнання
Орден «Парасат».
Орден Барса 2-ї та 3-ї ступенів.
Відмінник Вищої школи СРСР (1982).
Золоті медалі Токійського університету (2001), Науково-виробничого товариства Франції (2003), товариства «Золота фортуна» при Національній академії наук України (2006), срібна медаль РАПН імені В. І. Вернадського.
Міжнародна премія тюркського світу (Анкара) (2001).
Почесний громадянин Туркестанської області.
У 2010 році обраний іноземним членом Національної академії наук Республіки Таджикистан.
Віце-президент Асоціації академій наук країн ОІС.
Перщий президент Союзу національних академій наук Тюркського світу.
Член Керуючої ради Альянсу національних академій наук і наукових організацій (ANSO).
Почесний професор Джорджтаунського (США), Токійського (Японія) та інших вітчизняних і зарубіжних університетів.
Академік низки міжнародних академій наук.
У 2003 році став Лауреатом Державної премії Республіки Казахстан в області науки, техніки і освіти.